# Княгинино
Княгинино (на руски: Княгинино) е град в Русия, административен център на Княгинински район, Нижегородска област. Населението на града към 1 януари 2018 година е 6804 души.